# McKinseyho model 7S

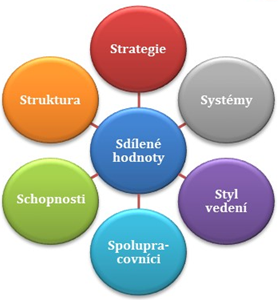

McKinseyho model 7S, jehož název byl odvozen od poradenské firmy McKinsey a její strategické analýzy interních faktorů, patří mezi nejužívanější metody strategické analýzy. McKinsey 7S se využívá jako analytická technika pro hodnocení kritických prvků představujících nutnou podmínku pro úspěch libovolné organizace při realizaci její podnikové strategie. Tento model, který byl poprvé využit v osmdesátých letech minulého století, naznačuje, že na každou společnost je nutné nahlížet jako na množinu sedmi základních faktorů, které se vzájemně ovlivňují.
V principu se dá těchto sedm základních bodů rozdělit do dvou základních skupin. První skupina představuje tzv. „Tvrdé S“, mezi něž lze zařadit strategii společnosti, její strukturu a systémy, které společnost využívá. Případné změny v rámci těchto faktorů jsou snáze proveditelné, jelikož informace potřebné pro jejich vyjádření jsou zpravidla snadno dohledatelné v podnikových dokumentech. Tyto faktory mohou být využívány beze změny napříč mezinárodními trhy, například u firem s pobočkami po celém světě.
Druhou skupinu představují tzv. „Měkké S“, mezi které patří styl společnosti, spolupracovníci, schopnosti a sdílené hodnoty. Na rozdíl od skupiny tvrdých S, jsou podklady pro sestavení komentářů pro tyto čtyři faktory obtížněji dohledatelné, protože se neobjevují v obchodních dokumentech společnosti. Z tohoto důvodu se také hůře popisují a případné změny společnosti v rámci těchto bodů není příliš snadné realizovat. Všechny kritické faktory úspěchu se navzájem ovlivňují, jinými slovy mezi nimi existuje velmi silná vazba, která znamená, že zaběhnutý systém kterékoliv společnosti je složité měnit. U těchto faktorů se musí klást větší důraz na kulturní rozdíly mezi jednotlivými národnostmi v zemích, ve kterých podnik působí.
Model 7S je použitelný pro všechny velikosti podniků a při jakémkoliv typu změny, ať už se jedná o restrukturalizaci podniku, zavedení nových procesů, organizační fúzi nebo změnu vedení. Jednotlivé faktory této analýzy zohledňují následující skutečnosti:
- Strategie – mise podniku a způsob, jakým společnost udržuje konkurenční výhodu. Vedení podniku hledá odpovědi na otázky, jakým stylem realizovat podnikové strategie, jak dosáhnout stanovených cílů, jak vést konkurenční boj či do jaké míry může ovlivnit zvolená strategie rozhodování zákazníka.

- Struktura – rozdělení činností podniku a koordinační mechanismy. Tento faktor řeší členění společnosti, hierarchii, koordinaci jednotlivých útvarů společnosti, komunikaci v rámci podniku a zapojení zaměstnanců do činností podniku. Rozdělujeme 5 základních forem organizačních struktur.

1. Liniová – jeden útvar nadřazen ostatním
2. Funkcionální – specializovaní pracovníci pro jednotlivé oblasti činností. Jeden útvar má více nadřízených útvarů.
3. Liniově-štábní – jedná se o kombinaci liniové a funkcionální struktury.
4. Divizní – rozděluje divize dle geografického umístění, typů zákazníků nebo například dle výroby.
5. Maticová – jedná se o kombinaci funkcionální a divizní struktury.[5]

- Systémy – formální mechanismy pro měření, odměňování a alokaci zdrojů. V rámci tohoto bodu jsou definovány hlavní systémy řízení společnosti, nástroje pro zpětnou vazbu, aktuálnost a odbornost interních dokumentů podniku aj.

- Styl – komunikace a jednaní manažerů s podřízenými, zákazníky či spolupracovníky. Řeší efektivnost vedení společnosti, správnost a rychlost rozhodnutí a pracovní prostředí společnosti. Rozdělujeme tři typy stylů.

1. Autokratický – manažer má absolutní kontrolu.
2. Demokratický – zaměstnanci mají možnost se vyjadřovat na podnikovém rozhodování.
3. Laissez-faire – manažer nechává pracovníkům volnost a každý dělá, co umí.[6]

- Spolupracovníci – specializace zaměstnanců, řízení lidských zdrojů a jejich motivace. Odpovídá na otázky ohledně kvalifikace a specializace zaměstnanců, způsobu výběru nových pracovníků, možností osobního rozvoje či motivace pracovníků.

- Schopnosti – návyky, schopnosti a znalosti zaměstnanců podniku. Určuje nejlepší a nejsilnější vlastnosti podniku, způsoby a cesty jejich potenciálního zlepšení, dostatečnost kvalifikace zaměstnanců a nástroje měření dovedností zaměstnanců.

- Sdílené hodnoty – podniková kultura a etiketa společnosti. Definuje základní hodnoty podniku, úroveň a růst podnikové kultury a povědomí o vizi a misi podniku mezi zaměstnanci.[7]